# Mosche
Mosche auch Moshe (hebräisch מֹשֶׁה) ist ein männlicher Vorname.

## Herkunft und Bedeutung
Mosche ist hebräischer Herkunft und die hebräische Aussprache von Mose(s).

## Begriffsklärung zu anderen Schreibweisen
- Mose
- Moses

## Namensträger

### Einzelname
- Mosche (deutsche Schreibweise: Mose) israelitischer Prophet und Zentralfigur der Fünf Bücher Mose

### Vorname

#### Mosche
- Mosche Arens (1925–2019), israelischer Politiker und Flugingenieur
- Mosche Dajan (1915–1981), israelischer General und Politiker
- Mosche Dothan (1919–1999), polnischstämmiger biblischer Archäologe in Israel
- Mosche Leib Erblich (1745–1807), polnischer Rabbiner, Autor und Begründer der Sassiwer Dynastie von Chassidim
- Mosche Feiglin (* 1962), israelischer Politiker (Likud)
- Mosche Jaalon (* 1950), israelischer General und Politiker
- Mosche Katzav (* 1945), israelischer Politiker (Likud)
- Mosche Lion (* 1961), Bürgermeister von Jerusalem
- Mosche Chaim Luzzatto (1707–1746), italienischer Philosoph und Kabbalist
- Mosche ben Maimon (1138–1204), andalusischer Philosoph, Arzt und Rechtsgelehrter, siehe Maimonides
- Mosche Safdie (* 1938), israelisch-kanadischer Architekt und Städtebauer
- Mosche Sasson († 2006), israelischer Diplomat
- Mosche Scharet (1894–1965), israelischer Politiker
- Mosche Weinberg (1939–1972), israelischer Ringertrainer, erschossen bei dem Attentat von München

#### Moshe
- Moshe Atzmon (* 1931), israelischer Dirigent
- Moshe Czerniak (1910–1984), israelischer Schachmeister polnischer Herkunft
- Moshe Kahn (* 1942), deutscher literarischer Übersetzer
- Moshe Leib Lilienblum (1843–1910), russischer Gelehrter, hebräischer Schriftsteller, jüdischer Reformer und Zionist
- Moshe Lifshits (1894–1940), mehrsprachiger Journalist, Übersetzer, Dramaturg und jiddischer Dichter
- Moshe Zehavi (* im 20. Jahrhundert), israelischer Badmintonspieler
- Moshe Zimmermann (* 1943), israelischer Historiker und Antisemitismusforscher
- Moshe Zuckermann (* 1949), israelischer Soziologe und Historiker

#### Moshé
- Moshé Feldenkrais (1904–1984), belarussisch-israelischer Physiker und Judolehrer
- Moshé Flato (1937–1998), französischer Mathematiker und theoretischer Physiker
- Moshé Mizrahi (1931–2018), israelischer Filmregisseur und Drehbuchautor

#### Moyshe
- Moyshe-Leyb Halpern (1886–1932), österreichisch-ungarischer jiddischsprachiger Dichter der Moderne
- Moyshe Kulbak (1896–1937), belarussisch-litauischer Schriftsteller jiddischer Sprache

#### Moïse
- Moïse Bercovici-Erco (1904–1944), rumänischer Maler und Kupferstecher
- Moïse de Camondo (1860–1935), italienischer Bankier und Kunstsammler türkischer Abstammung
- Moïse Katumbi (* 1964), kongolesischer Politiker und Geschäftsmann
- Moïse Lévy (1863–1944), französischer Politiker
- Moïse Polydore Millaud (1813–1871), französischer Bankier, Schriftsteller, Journalist und Zeitungsverleger
- Moïse Mugisha (* 1997), ruandischer Radrennfahrer
- Moïse Tschombé (1919–1969), kongolesischer Politiker
- Moïse Vautier (1831–1899), Schweizer Schmied, Unternehmer und Politiker

### Familienname
- Asi Moshe (* 1983), israelischer Pokerspieler
- Boutros Moshe (* 1943), irakischer katholischer Erzbischof von Mosul
- Christian Julius Wilhelm Mosche (1768–1815), deutscher Pädagoge
- Gabriel Christoph Benjamin Mosche (1723–1791), deutscher evangelisch-lutherischer Theologe
- Haim Moshe (* 1955), israelischer Sänger und Musiker
- Moti Ben-Moshe (* 1975), israelischer Geschäftsmann
- Ras Moshe (* 1968), US-amerikanischer Jazzmusiker
- Wilhelm Heinrich Carl Mosche (1796–1856), deutscher Pädagoge und Komponist